# 立花山城
立花山城（たちばなやまじょう、りっかさんじょう）は、福岡市東区、糟屋郡新宮町および久山町にまたがる標高367mの立花山の山頂にあった日本の城。立花城（たちばなじょう、りっかじょう）と呼称される場合もある。

## 概要
城は立花山（367ｍ）の山頂に築かれ、大小七つの峰のうち一番高い井楼山（本城山）に本城が築かれた。本城の東は松尾岳、西は白岳といい、いずれの山頂にも出城があり立花山全体を要塞とした大規模な山城である。

## 沿革

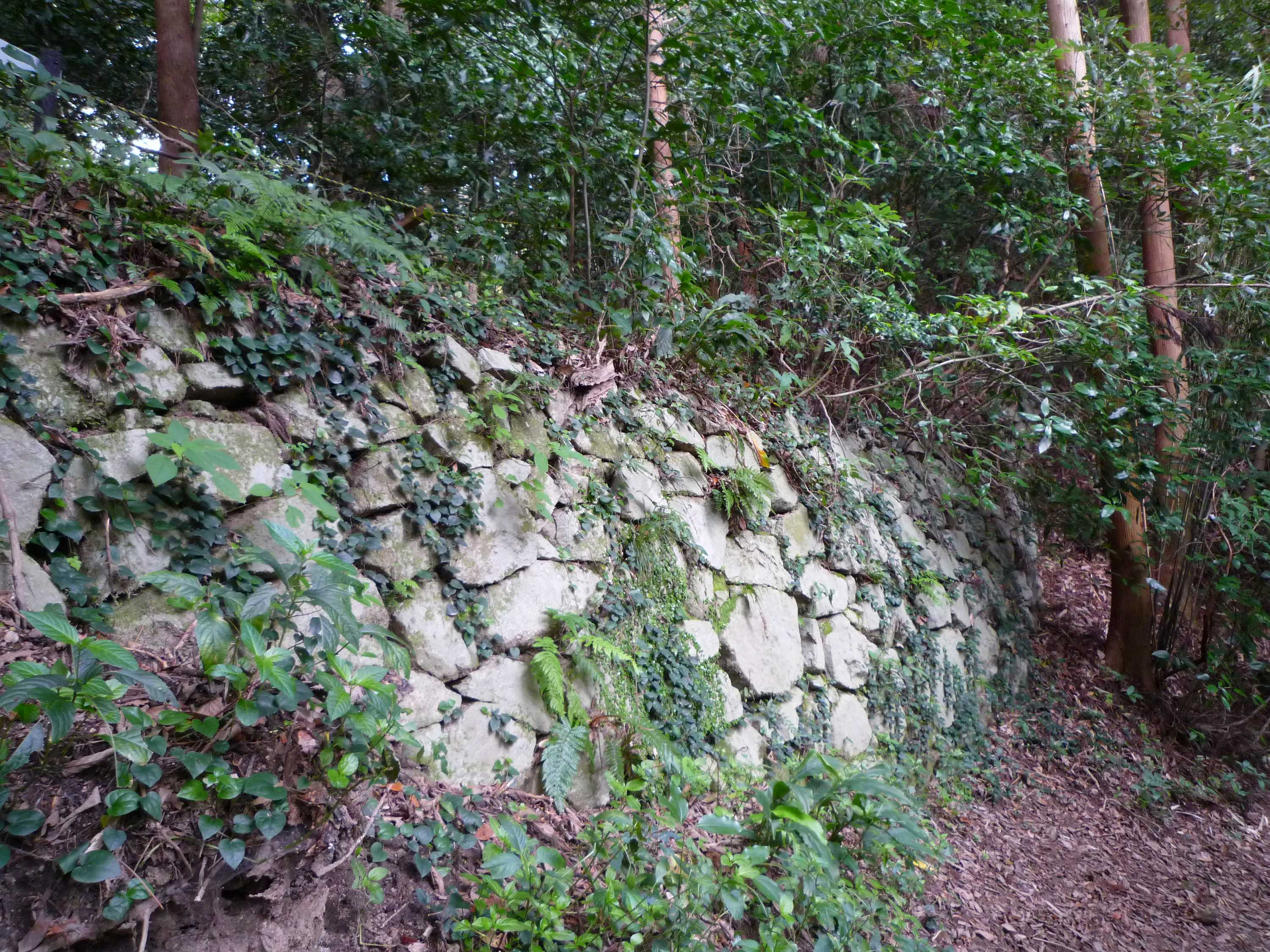
立花山城・石垣跡

元徳2年（1330年）に豊後国守護の大友貞宗次男大友貞載が築き、この地に拠ったことにより立花氏を称するようにもなった。港町博多を見下ろす非常に重要な拠点であり、戦国時代には大内氏や毛利氏と大友氏の激闘地であった。
戦国末期の天正14年（1586年）7月末には、当時弱冠20歳の立花統虎（後の立花宗茂）がこの城に籠り、実父高橋紹運の岩屋城を落とした島津勢約4万の侵攻に徹底抗戦した。
豊臣秀吉の九州征伐の後、立花氏は筑後国柳川城へと移封となり、新たな城主として小早川隆景が入城する。城としての機能よりも経済的意義が求められるようになると、山城である立花山城は存在意義を失い、名島城築城後は支城に、その後黒田長政が慶長6年（1601年）に福岡城を築いた後は廃された。
なお福岡城の石垣は主に立花山城から石垣を移築して作られた。現在は山頂の本丸跡にわずかに石垣跡、そして古井戸跡が残るのみである。

## 参考資料
- 立花城興亡史
- 筑前國續風土記
- 九州諸家盛衰記